# Weserflug P.2136
O Weserflug P.2136 foi um projecto da Weserflug para conceber um hidroavião com seis motores, cuja missão consistira em lançar minas aquáticas.